# Аркус синус
Аркус синус је функција инверзна синусној функцији на њеном ограниченом интервалу [-π/2,π/2]. Користи се за одређивање величине угла у овом опсегу, када је позната вредност његовог синуса.

## Формуле
Следе неке од формула које се везују за аркус синус:
{\displaystyle \arcsin {-x}={\frac {\pi }{2}}-\arccos {x}} (правило комплементарних углова)
{\displaystyle \arcsin {-x}=-\arcsin {x}} (непарност ф-је)
{\displaystyle \arcsin {\frac {1}{x}}=arccosec{x}}
Преко формуле за половину угла се добија и:
{\displaystyle \arcsin x=2arctg{\frac {x}{1+{\sqrt {1-x^{2}}}}}}
Извод:
{\displaystyle {\frac {d}{dx}}\arcsin x{}={\frac {1}{\sqrt {1-x^{2}}}};\qquad |x|<1}
Представљање у форми интеграла:
{\displaystyle \arcsin x{}=\int _{0}^{x}{\frac {1}{\sqrt {1-z^{2}}}}\,dz,\qquad |x|\leq 1}
Представљање у форми бесконачне суме:
{\displaystyle {\begin{aligned}\arcsin z&{}=z+\left({\frac {1}{2}}\right){\frac {z^{3}}{3}}+\left({\frac {1\cdot 3}{2\cdot 4}}\right){\frac {z^{5}}{5}}+\left({\frac {1\cdot 3\cdot 5}{2\cdot 4\cdot 6}}\right){\frac {z^{7}}{7}}+\cdots \\&{}=\sum _{n=0}^{\infty }\left({\frac {(2n)!}{2^{2n}(n!)^{2}}}\right){\frac {z^{2n+1}}{(2n+1)}};\qquad |z|\leq 1\end{aligned}}}